# Melvin Raffin
Melvin Raffin (* 9. August 1998 in Bourg-la-Reine, Île-de-France) ist ein französischer Leichtathlet, der sich auf den Dreisprung spezialisiert hat. Zwischenzeitlich war er Inhaber des Junioren-Hallenweltrekords in seiner Disziplin.

## Sportliche Laufbahn
Melvin Raffin nahm erstmals 2014 an nationalen Jugendmeisterschaften teil und trat anschließend auch in internationalen Meetings an. Im Juni scheiterte er in den Ausscheidungswettbewerben zur Qualifikation für die Olympischen Jugendspiele in Nanjing. Ein Jahr darauf nahm er an den U18-Weltmeisterschaften in Cali teil. Dort belegte er im Finale mit 14,61 m den elften Platz, wobei er deutlich unter seiner Weite aus der Qualifikation blieb. 2016 gewann er bei den U20-Weltmeisterschaften in Bydgoszcz mit 16,37 m die Bronzemedaille.
Im März 2017 trat Raffin bei den Halleneuropameisterschaften in Belgrad an. Im Finale sprang er 16,82 m, die den fünften Platz bedeuteten. In der Qualifikation stellte er zuvor mit 17,20 m einen neuen Junioren-Hallenweltrekord auf. Später im Juli nahm er an den U20-Europameisterschaften in Grosseto teil. Wie schon ein Jahr zuvor bei den Weltmeisterschaften, gewann er auch dort die Bronzemedaille im Dreisprung. Mit der 4-mal-100-Meter-Staffel belegte er zudem Platz 5. Im August scheiterte er bei den Weltmeisterschaften in London mit 16,18 m als 24. in der Qualifikation. 2020 und 2021 wurde Raffin französischer Hallenmeister im Dreisprung. 2021 schied er bei den Halleneuropameisterschaften in Toruń mit 15,29 m in der Qualifikation aus. Anfang Juni sprang er in Montreuil eine neue Bestleistung von 17,19 m und erfüllte damit die Qualifikationsnorm für die Olympischen Sommerspiele in Tokio. In Tokio erreichte er mit einem Sprung auf 16,83 m in der Qualifikation das Finale der zwölf Besten. Dort brachte er anschließend allerdings keinen gültigen Versuch zustande und belegte somit den letzten Platz. 2022 startete Raffin im März bei den Hallenweltmeisterschaften in Belgrad. Mit einem Sprung auf 16,68 m belegte er den insgesamt sechsten Platz.
Raffin wird seit 2015 vom ehemaligen Dreisprung-Weltmeister Teddy Tamgho und der ehemaligen Vizehalleneuropameisterin Laurence Bily trainiert.

## Wichtige Wettbewerbe
| Jahr                   | Veranstaltung               | Ort                    | Platz                  | Disziplin              | Weite/Zeit             |
| Startet für Frankreich | Startet für Frankreich      | Startet für Frankreich | Startet für Frankreich | Startet für Frankreich | Startet für Frankreich |
| ---------------------- | --------------------------- | ---------------------- | ---------------------- | ---------------------- | ---------------------- |
| 2015                   | U18-Weltmeisterschaften     | Cali                   | 11.                    | Dreisprung             | 14,61 m                |
| 2016                   | U20-Weltmeisterschaften     | Bydgoszcz              | 3.                     | Dreisprung             | 16,37 m                |
| 2017                   | Halleneuropameisterschaften | Belgrad                | 5.                     | Dreisprung             | 16,92 m                |
| 2017                   | U20-Europameisterschaften   | Grosseto               | 3.                     | Dreisprung             | 16,82 m                |
| 2017                   | U20-Europameisterschaften   | Grosseto               | 5.                     | 4 × 100 m              | 39,88 s                |
| 2017                   | Weltmeisterschaften         | London                 | 24.                    | Dreisprung             | 16,18 m                |
| 2021                   | Halleneuropameisterschaften | Toruń                  | 14.                    | Dreisprung             | 15,29 m                |
| 2021                   | Olympische Sommerspiele     | Tokio                  | 12.                    | Dreisprung             | o.g.V.                 |
| 2022                   | Hallenweltmeisterschaften   | Belgrad                | 6.                     | Dreisprung             | 16,68 m                |

## Persönliche Bestleistungen
- Dreisprung: 17,19 m, 1. Juni 2021, Montreuil
  - Dreisprung (Halle): 17,20 m, 3. März 2017, Belgrad
  - 60 m (Halle): 6,75 s, 11. Februar 2017, Nantes